# 索薩海崖
82°32′S 42°53′W / 82.533°S 42.883°W
索薩海崖（英語：Sosa Bluff）是南極洲的海崖，位於伊莉莎白女王地，處於利西尼奧利海崖以南1.9公里，屬於彭薩科拉山脈中阿根廷山脈的一部分，美國地質調查局根據測量和該國海軍的空中照片繪入地圖，現時由南極條約體系管理。